# NGC 5227
NGC 5227 est une vaste galaxie spirale barrée située dans la constellation de la Vierge. Sa vitesse par rapport au fond diffus cosmologique est de 5 530 ± 21 km/s, ce qui correspond à une distance de Hubble de 81,6 ± 5,7 Mpc (∼266 millions d'al). NGC 5227 a été découverte par l'astronome germano-britannique William Herschel  en 1793.
La classe de luminosité de NGC 5227 est II et elle présente une large raie HI. C'est une galaxie active de type Seyfert 2. NGC 5227 est aussi galaxie active à raies d’émissions optiques étroites (NLAGN).
En raison d'une brillance de surface égale à 14,25 mag/am2, on peut qualifier NGC 5227 de galaxie à faible brillance de surface (LSB en anglais pour low surface brightness). Les galaxies LSB sont des galaxies diffuses (D) avec une brillance de surface inférieure de moins d'une magnitude à celle du ciel nocturne ambiant.
À ce jour, une mesure non basée sur le décalage vers le rouge (redshift) donne une distance d'environ 40,200 Mpc (∼131 millions d'al). Cette valeur est très loin à l'extérieur des valeurs de la distance de Hubble. Notons que c'est avec la valeur moyenne des mesures indépendantes, lorsqu'elles existent, que la base de données NASA/IPAC calcule le diamètre d'une galaxie.